# 13792 Kuščynskyj
13792 Kuščynskyj là một tiểu hành tinh vành đai chính với chu kỳ quỹ đạo là 2062.9937432 ngày (5.65 năm).
Nó được phát hiện ngày 7 tháng 11 năm 1998.